# Ramales de la Victoria
Ramales de la Victoria é um município da Espanha na comarca de Asón-Agüera, província e comunidade autónoma da Cantábria. Tem 33 km² de área e em 2021 tinha 2 902 habitantes (densidade: 87,9 hab./km²).

## Demografia
| Variação demográfica do município entre 1991 e 2004 [carece de fontes?] | Variação demográfica do município entre 1991 e 2004 [carece de fontes?] | Variação demográfica do município entre 1991 e 2004 [carece de fontes?] | Variação demográfica do município entre 1991 e 2004 [carece de fontes?] |
| ----------------------------------------------------------------------- | ----------------------------------------------------------------------- | ----------------------------------------------------------------------- | ----------------------------------------------------------------------- |
| 1991                                                                    | 1996                                                                    | 2001                                                                    | 2004                                                                    |
| 2490                                                                    | 2284                                                                    | 2248                                                                    | 2273                                                                    |